# 中村優作
中村 優作（なかむら ゆうさく、1986年6月21日 - ）は、日本の男性総合格闘家。大阪府大阪市城東区出身。チーム・アルファメール・ジャパン所属。現WSOF GCフライ級王者。

## 来歴
3歳から日本拳法を始め、2008年より総合格闘技のキャリアをスタートさせる。翌年2009年には修斗のアマチュア大会を制するなどの実績を挙げ、2010年に地元大阪で開催されたDEEP 45 IMPACTでプロデビュー。
2011年5月には怪我で欠場することになったダレン・ウエノヤマの代替出場としてDREAM JAPAN GPに抜擢され、1回戦で山本篤と対戦。序盤はパンチでダウンを奪うなど優勢に試合を進めるが緊急出場の調整不足もあり、最後はTKO負けを喫した。
2012年2月18日、DEEP 57 IMPACTでDJ.taikiと対戦し、サイドポジションからのパウンド連打でTKO負けを喫した。
2013年4月26日、DEEP 62 IMPACTのフライ級次期挑戦者決定戦で和田竜光と対戦し、右フックでKO負けを喫した。
2016年7月30日、WSOF GCフライ級王座決定トーナメント準決勝でティム・ムーアと対戦し、3-0の判定勝ち。
2016年12月17日、DEEPで行われたWSOF GCフライ級王座決定トーナメント決勝でローレンス・ディグリオと対戦し、3-0の判定勝ちを収め王座獲得に成功。WSOF GCフライ級王者となった。

### RIZIN
2018年5月6日、RIZINデビュー戦となったRIZIN.10でキャリア初のキックボクシングルールで那須川天心と対戦し、2R KO負けを喫した。
2018年9月3日、RIZIN.13でマネル・ケイプと対戦。3Rにリアネイキドチョークで一本負け。
2019年6月2日、RIZIN.16で元ムエタイ ラジャダムナン・スーパーバンタム級1位のトップノイ・タイガームエタイ（トップノイ・キウラム）と対戦。3-0の判定勝ち。RIZIN初勝利を挙げる。
2019年12月29日、BELLATOR JAPANのRIZIN提供試合でDEEPフライ級王者の神龍誠と対戦し、0-3の判定負け。
2020年8月10日、RIZIN.23でZSTフライ級王者の竿本樹生と対戦し、1Rに左フックからのパウンドを受け、TKO負けを喫した。
2021年6月27日、RIZIN.29でパンクラス・ストロー級王者の北方大地と対戦予定だったが、試合当日に北方が体調不良によってドクターストップとなったことから急遽試合が中止となった。
2022年11月6日、RIZIN LANDMARK 4で征矢貴と対戦し、接戦を制し2-1の判定勝ち。約3年振りの勝利を収め連敗を3でストップした。
2023年4月1日、RIZIN.41でメイマン・マメドフと対戦し、試合開始早々カウンターの左フックでダウンを奪われ、追撃のパウンドで1R23秒KO負けを喫した。
2023年10月1日、RIZIN LANDMARK 6でヒロヤと対戦し、グラウンド状態で抑え込まれるシーンも見られたがパンチでダウンを奪うなどして2-1の判定勝ち。
2024年3月23日、RIZIN LANDMARK 9でアルマン・アシモフと対戦し、3-0の判定勝ち。この試合はアシモフが計量オーバーしたことで、アシモフの試合直前までの体重戻しを61.0kgまでと制限して、中村が勝った場合のみ公式記録となる条件かつアシモフにレッドカード（判定基準から減点50％）が提示された状態で試合が実施された。

## 戦績

### プロ総合格闘技
| 総合格闘技 戦績 | 総合格闘技 戦績 | 総合格闘技 戦績 | 総合格闘技 戦績 | 総合格闘技 戦績 | 総合格闘技 戦績 | 総合格闘技 戦績 |
| --------------- | --------------- | --------------- | --------------- | --------------- | --------------- | --------------- |
| 30 試合         | (T)KO           | 一本            | 判定            | その他          | 引き分け        | 無効試合        |
| 19 勝           | 8               | 0               | 11              | 0               | 1               | 0               |
| 10 敗           | 7               | 2               | 1               | 0               | 1               | 0               |

| 勝敗 | 対戦相手                     | 試合結果                            | 大会名                                                                                       | 開催年月日     |
| ○    | アルマン・アシモフ           | 5分3R終了 判定3-0                   | RIZIN LANDMARK 9                                                                             | 2024年3月23日  |
| ○    | ヒロヤ                       | 5分3R終了 判定2-1                   | RIZIN LANDMARK 6                                                                             | 2023年10月1日  |
| ×    | メイマン・マメドフ           | 1R 0:23 KO（左フック→パウンド）     | RIZIN.41                                                                                     | 2023年4月1日   |
| ○    | 征矢貴                       | 5分3R終了 判定2-1                   | RIZIN LANDMARK 4                                                                             | 2022年11月6日  |
| ×    | 伊藤裕樹                     | 1R 4:52 TKO（パウンド）             | RIZIN.31                                                                                     | 2021年10月24日 |
| ×    | 竿本樹生                     | 1R 4:06 TKO（左フック→パウンド）    | RIZIN.23 - CALLING OVER -                                                                    | 2020年8月10日  |
| ×    | 神龍誠                       | 5分3R終了 判定0-3                   | BELLATOR JAPAN                                                                               | 2019年12月29日 |
| ○    | トップノイ・タイガームエタイ | 5分3R終了 判定3-0                   | RIZIN.16                                                                                     | 2019年6月2日   |
| ○    | ロドニー・モンダラ           | 1R 1:57 TKO（左フック→パウンド）    | SHOOTO 30th ANNIVERSARY TOUR 第2戦                                                           | 2019年3月24日  |
| ×    | マネル・ケイプ               | 3R 4:27 リアネイキッドチョーク      | RIZIN.13                                                                                     | 2018年9月30日  |
| ×    | ライリー・ドゥトロ           | 2R 2:14 KO（右ストレート→パウンド） | プロフェショナル修斗                                                                         | 2017年10月15日 |
| ○    | ローレンス・ディグリオ       | 5分3R終了 判定3-0                   | DEEP CAGE IMPACT 2016～DEEP VS WSOF-GC～ 【WSOF-GC 初代フライ級王座決定トーナメント 決勝戦】 | 2016年12月17日 |
| ○    | ティム・ムーア               | 5分3R終了 判定3-0                   | WSOF-GC 3: Philippines 【WSOF-GC 初代フライ級王座決定トーナメント 準決勝】                   | 2016年7月30日  |
| ○    | ローレンス・ディグリオ       | 5分3R終了 判定2-1                   | WSOF-GC 2: Japan 1                                                                           | 2016年2月7日   |
| ○    | グォン・サンス               | 2R 0:30 KO（右フック）              | VTJ 7th                                                                                      | 2015年9月13日  |
| ○    | カナ・ハヤット               | 2R 2:22 KO（跳び膝蹴り）            | VTJ in OSAKA                                                                                 | 2015年6月21日  |
| ○    | 清水清隆                     | 5分3R終了 判定2-1                   | TTF CHALLENGE 04                                                                             | 2015年4月5日   |
| ○    | 山本賢治                     | 5分3R終了 判定2-1                   | VTJ 5th in OSAKA                                                                             | 2014年6月28日  |
| ○    | 中村"アイアン"浩士           | 3R 0:53 KO（跳び膝蹴り）            | DEEP CAGE IMPACT 2013 in TDC HALL                                                            | 2013年11月24日 |
| ○    | 加藤直之                     | 1R 2:16 KO（スタンドパンチ連打）    | DEEP NAGOYA IMPACT 公武堂ファイト                                                            | 2013年8月10日  |
| ×    | 和田竜光                     | 1R 2:10 KO（右フック）              | DEEP 62 IMPACT 【DEEPフライ級次期挑戦者決定戦】                                              | 2013年4月26日  |
| △    | 和田竜光                     | 5分2R終了 判定0-1                   | DEEP CAGE IMPACT 2012 in TOKYO 2nd ROUND                                                     | 2012年12月8日  |
| ○    | 宮川博孝                     | 5分2R終了 判定2-0                   | DEEP 59 IMPACT                                                                               | 2012年8月18日  |
| ×    | DJ.taiki                     | 2R 3:57 TKO（パウンド）             | DEEP 57 IMPACT 〜12年目の現実〜                                                              | 2012年2月18日  |
| ○    | 原田ヨシキ                   | 1R終了時 負傷判定3-0                | DEEP 56 IMPACT                                                                               | 2011年12月16日 |
| ×    | 赤尾セイジ                   | 2R 1:17 チョークスリーパー          | DEEP OSAKA IMPACT                                                                            | 2011年9月4日   |
| ×    | 山本篤                       | 1R 8:43 TKO（グラウンドパンチ）     | DREAM JAPAN GP -2011バンタム級日本トーナメント- 【バンタム級日本トーナメント 1回戦】         | 2011年5月29日  |
| ○    | 寺田功                       | 2R 3:48 KO（右ストレート）          | DEEP 50 IMPACT 〜10年目の奇跡〜                                                              | 2010年10月24日 |
| ○    | 裕希斗                       | 1R 2:55 KO（右フック）              | DEEP CAGE IMPACT 2010 in OSAKA                                                               | 2010年6月6日   |
| ○    | 広斗                         | 1R 4:21 TKO（パンチ連打）           | DEEP 45 IMPACT                                                                               | 2010年1月24日  |

### アマチュア総合格闘技
| 勝敗 | 対戦相手 | 試合結果               | 大会名                | 開催年月日    |
| ×    | 川名蘭輝 | 1R 3:02 ヒールホールド | 全日本アマ修斗 二回戦 | 2009年9月27日 |
| ○    | 梶川卓   | 1R 3:08 TKO            | 全日本アマ修斗 一回戦 | 2009年9月27日 |
| ○    | 六本木洋 | 2R 1:49 TKO            | 関西アマ修斗 決勝戦   | 2009年7月20日 |
| ○    | 浜田潤   | 4分1R終了 判定22－14   | 関西アマ修斗 準決勝   | 2009年7月20日 |
| ○    | 岡田審   | 4分1R終了 判定22－20   | 関西アマ修斗 二回戦   | 2009年7月20日 |
| ○    | 木村俊介 | 1R 3:32 KO             | 関西アマ修斗 一回戦   | 2009年7月20日 |

### ミックスルール
| 勝敗 | 対戦相手 | 試合結果               | 大会名                                                                   | 開催年月日    |
| ×    | 栗秋祥梧 | 1R 2:15 KO（左フック） | KNOCK OUT CARNIVAL 2024 SUPER BOUT “BLAZE” 【KNOCK OUT-UNLIMITEDルール】 | 2024年6月23日 |

### キックボクシング
| 勝敗 | 対戦相手   | 試合結果               | 大会名   | 開催年月日   |
| ×    | 那須川天心 | 2R 1:42 TKO（3ダウン） | RIZIN.10 | 2018年5月6日 |

## 獲得タイトル
- 第9回関西アマチュア修斗選手権 フェザー級 優勝（2009年）
- 初代WSOF GCフライ級王座（2016年）